# Big Hole
Big Hole (také Kimberley Mine) je bývalý povrchový důl na diamanty nedaleko města Kimberley v jihoafrické provincii Severní Kapsko. Bývá označován za největší jámu, kterou kdy vyhloubila lidská ruka (i když podle nových výzkumů je důl v Jagersfonteinu ještě větší). Hlubší jsou diamantové doly na Sibiři, jako Udačnaja v republice Sacha, ty ovšem vznikly za pomoci strojů. 

## Popis a historie

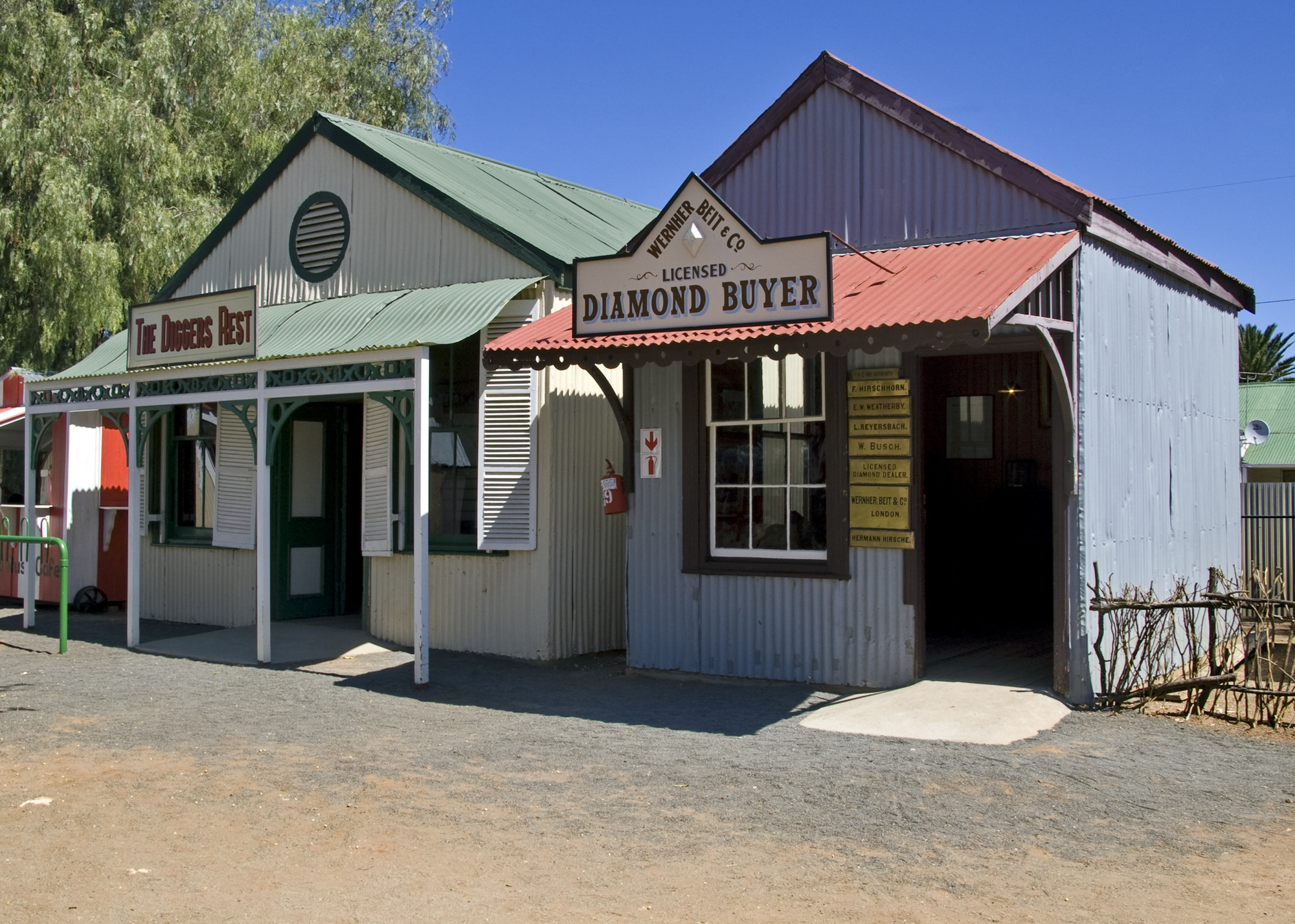
Hornický skanzen u Big Hole

Big Hole zaujímá plošnou rozlohu 17 hektarů, okraje jámy mají obvod 1600 metrů. V době svého dokončení byla hluboká 240 metrů, což se v důsledku sesuvů půdy snížilo na 215 metrů. Do výšky 40 metrů je zaplavena vodou.
Diamanty byly na zdejších pozemcích nalezeny v roce 1871 a do oblasti nazývané New Rush přišlo více než padesát tisíc hledačů, kteří vyhloubili obří jámu pouze lopatami a krumpáči, přičemž bylo přemístěno přes 22 000 000 tun zeminy. V roce 1888 byla založena firma De Beers, která díky svému kapitálu vytlačila individuální kopáče. Za druhé búrské války sloužil důl jako kryt pro obyvatele města Kimberley. V roce 1914 byla Big Hole jako nerentabilní uzavřena a majitelé dolů investovali do hloubení šachet, které umožňovaly těžit diamantonosnou horninu kimberlit až v hloubce přesahující jeden kilometr. 
Z těžby v Big Hole pochází 153,5 karátový diamant Porter Rhodes nalezený v roce 1880. Předpokládá se, že z této lokality pochází i 287,4 karátový diamant Tiffany.

## Hornické muzeum
Celkově bylo z Big Hole vytěženo 2722 kilogramů diamantů. Jáma je významnou turistickou atrakcí, v roce 1971 bylo v jejím sousedství otevřeno muzeum hornictví. Jihoafričané usilují o zápis kráteru mezi Světové dědictví.     